# 1134-es mellékút (Magyarország)
Az 1134-es számú mellékút egy körülbelül 1,6 kilométer hosszú mellékút Pest vármegye nyugati részén. A 2023 decemberében átadott útvonal fő funkciója, hogy közvetlen elérést biztosít Páty számára a település közigazgatási határai közt található, de a belterület felől korábban nem elérhető, Sasfészek-tó nevű autópálya-csomóponttal és azon keresztül az M1-es autópályával. Páty korábban csak kerülővel, Biatorbágyon, esetleg Zsámbékon keresztül volt elérhető a sztráda felől, így az 1134-es út az átadása óta e két utóbbi település tehermentesítését is segíti.

## Nyomvonala
Az 1-es főút Páty déli külterületei között húzódó szakaszából ágazik ki, annak a 16+800-as kilométerszelvényénél, északi irányban. Elhalad a Sasfészek-tó helyi természetvédelmi területe mellett, majd nagyjából 350 méter megtétele után kiágaznak belőle az M1-es autópálya Budapest felé vezető pályatestjét kiszolgáló átkötő utak (10 555, 10 556). Körülbelül 550 méter megtételét követően elhalad a sztráda alatt, majd nem sokkal ezután csatlakoznak hozzá a Hegyeshalom felé vezető pályatest átkötő útjai (10 553, 10 554) is.
Innen északkelet felé fordulva húzódik tovább, 1,2 kilométer után áthalad egy körforgalmú csomóponton – abból, elkészültét követően egy Pátyot elkerülő út ágazik majd ki észak felé, mely a belterület délnyugati szélén éri majd el a település főutcájának számító 1102-es utat. Az 1134-es ettől a körforgalomtól szellősen települt ipartelepek között halad tovább, egyre inkább keleti irányt véve, míg egy újabb körforgalomba érkezve véget nem ér, becsatlakozva a 81 106-os útba, annak a 3+400-as kilométerszelvénye közelében. Teljes hossza 1,609 kilométer.

## Története
Az útnak az 1-es főút és az autópálya Sasfészek pihenőhelyénél kialakított csomópontja közti szakasza a nevezett csomópont átadása óta létezik, létezett továbbá önkormányzati útként a Páty néhány déli ipartelepét a 81 106-os úttal összekötő útszakasz is, melynek települési neve Kerekdombi út. E két szakasz azonban nem kapcsolódott össze, így sokáig az a paradox helyzet állt fent, hogy a Sasfészek-tó pihenőhelyet és csomópontot, mely Páty közigazgatási területén épült ki, Páty felől szilárd burkolatú úton csak Biatorbágy belterületén keresztül lehetett elérni.
Az Építési és Közlekedési Minisztérium (ÉKM) 2023. december 15-én befejezett beruházásában 900 méteres bekötőút jött létre a két, már korábban meglévő útszakasz között, a Mészáros és Mészáros Zrt. kivitelezésében, nettó 2,45 milliárd forintos szerződéses értéken. A munka során két új körforgalmú csomópontot is kialakítottak, felújították a Füzes-patak hídját, rendezték a patak medrét és 160 méter hosszban átépítették a 81 106-os utat is, illetve csatlakozásokat építettek ki a Sasfészek-tó pihenőhely csomópontjához, akárcsak a meglévő földúthálózathoz.